# 西園寺公広
西園寺 公広（さいおんじ きんひろ）は、戦国時代から安土桃山時代にかけての武将。伊予国の戦国大名。伊予西園寺氏8代当主。黒瀬城主。西園寺十五将の一人。

## 生涯
天文6年（1537年）西園寺公宣の子として誕生。もともとは伊予来住寺で僧籍にあったが、弘治2年（1556年）当主であった伯父・西園寺実充の実子である従兄弟の公高が戦死したため、永禄8年（1565年）公広は実充の養嗣子として迎えられて還俗し、実充の娘・西姫の婿となり、家督を継承した。同年には土佐国の一条兼定を攻めている。
永禄11年（1568年）には毛利氏・河野氏と手を結んで一条兼定・宇都宮豊綱・津野氏を攻めて勝利した（鳥坂峠の戦い）。
元亀3年（1572年）には西園寺15将の1人土居清良の仲介で土佐一条氏一条兼定との和睦が成立している（清良記）。
天正12年（1584年）長宗我部元親の猛攻を受けて降伏し、さらに翌天正13年（1585年）四国平定を図る豊臣秀吉配下の小早川隆景に降伏した。その後は居城の黒瀬城のみを残され、新領主の隆景に属し九州平定に配下として従軍するなどしている。
天正15年（1587年）、隆景の転封に伴って新たに宇和の領主となった秀吉の家臣・戸田勝隆は検地に反対する西園寺旧臣の一揆に遭い、公広がこの背後にいると疑いを向けた。「秀吉が本領安堵した」という偽の朱印状を示されて、勝隆に呼びつけられた公広は、戸田邸で謀殺された。享年51。実子も養子もなかったため、これにより大名としての伊予西園寺氏は完全に滅亡した。
辞世の歌は「黒瀬山 峰の嵐に 散りにしと 他人には告げよ 宇和の里人」。